# خرش حلوا
خرش حلوا یکی از خوراک‌های محلی در استان گیلان است. مواد این حلوا را آرد برنج خیلی نرم، آرد گندم، شکر، کره و خرش ریز شده تشکیل می‌دهد. خرش یکنوع سبزی مخصوص در گیلان است. این حلوا معمولاً در فصل بهار و هنگام عید که سبزی در شمال‌تر و معطر است تهیه می‌شود و رنگ سبز جالبی دارد.

## مواد لازم
- آرد برنج خیلی نرم
- آرد گندم
- کره
- شکر
- خرش ریز شده (یک نوع سبزی مخصوص گیلان است)